# Solovair

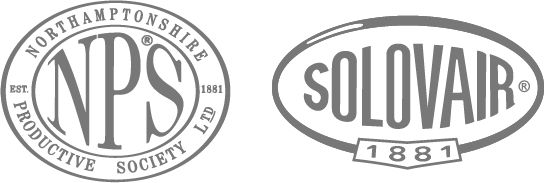
Logo von NPS und Solovair

Solovair ist eine Schuhmarke des 1881 gegründeten britischen Herstellers Northamptonshire Productive Society Ltd. (NPS). Der Begriff Solovair ist ein Akronym aus "Sole-of-Air".

## Geschichte

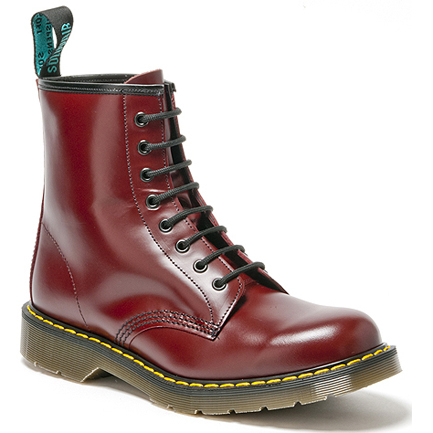
Solovair 8 eye boot, Anfangs noch mit gelber Naht

NPS war in den 1960ern einer der führenden Hersteller von Schuhen die in der "Goodyear Welt Technology" gefertigt wurden. Hierbei werden die Sohlen an Stiefeln und Schuhen mit luftgepolsterter "Soft Sole Suspension" mittels eines Keders und vorgeformten Segeltuchs befestigt. Nachdem R. Griggs & Co 1960 von Klaus Märtens und Herbert Funck eine Lizenz zum fertigen von Sicherheitsstiefeln erwarben, fehlte ihnen die Technologie und die Werkzeuge um die Sohlen herzustellen und zu befestigen. Daher entwickelte Griggs mit NPS einen Schuh, der aus einer Solovair Sohle und Griggs Obermaterial bestand und später als Dr. Martens bekannt wurde. Dr. Martens wurden daraufhin 35 Jahre bis 1995 von NPS unter dem Namen „Dr. Martens by Solovair“ hergestellt. Nach Ablauf der Schutzfrist stellte Griggs eigene Sohlen für die, ab diesem Zeitpunkt als "Dr. Martens AirWair" bezeichneten, Schuhe her und verlagerte 2003 die komplette Produktion nach Asien. Zum selben Zeitpunkt ließ NPS den Namen Solovair als Marke eintragen und stellt mit den original Maschinen, Werkzeugen und Techniken, mit denen die ersten Dr. Martens hergestellt wurden, bis heute Schuhe her. Diese Schuhe haben dasselbe Aussehen und dieselben Eigenschaften wie die ersten Dr. Martens und ähneln den heutigen Dr. Martens AirWair. Der gelbe Nähfaden, mit dem Sohle und Obermaterial vernäht werden, musste aus markenrechtlichen Gründen in Grau geändert werden, auf der Sohle befindet sich das Solovair-Logo und auf der grün-schwarzen Zugschlaufe findet man ebenfalls das Logo sowie den Schriftzug "Made in England since 1881". Die Käufer und Träger von Solovair-Schuhen sehen diese als eine in England hergestellte Alternative zu den heutigen Dr. Martens.